# ロバート・キドストン
ロバート・キドストン（Robert Kidston、1852年6月29日 - 1924年7月13日）は、スコットランドの古植物学者である。日本語では、姓はキドストンだけでなく、キッドストンとも表記される。

## 略歴
アバディーンシャーのビショップトンに生まれた。グラスゴーの裕福な実業家の家に生まれ、銀行の事務員として働きながら、地方の博物学クラブの事務長を務めた。父親の死で多くの遺産を相続し、アマチュア植物学者として活動し、エディンバラ大学でジョン・ハットン・バルフォアのもとで植物学を学び、1880年に学位を得た。1880年からイギリス地質調査所でボランティアとして働き、古植物学者として評価を高めた。
旧赤色砂岩のような、石炭紀とデボン紀の地層に産出する化石植物を研究した。特に、1917年から1923年にかけてウィリアム・ヘンリー・ラングとともに報告した、アバディーンシャーのライニーに分布する前期デボン紀プラギアンからエムシアンのチャート層（ライニーチャート）から産出した化石植物群（ライニー植物群）の記載は、系統学や形態学にも大きな影響を与えた。それらの功績から、ノチア Nothia の配偶体であると考えられている植物化石、キドストノフィトン Kidstonophyton に献名されている。1883年から1886年にロンドン自然史博物館の化石植物の目録を作成した。
1902年に王立協会のフェローに選ばれ、1916年にロンドン地質学会からマーチソン・メダルを受賞した。

## 記載した生物
- リニア・ギンボニイ[7] Rhynia gwynne-vaughanii Kidst. & Lang
- アグラオフィトン・マヨール[7] Aglaophyton major (Kidst. & Lang) D.S.Edwards（≡syn. Rhynia major Kidst. & Lang）
- ホルネオフィトン・リグニエリ[7] Horneophyton lignieri (Kidst. & Lang) Bargh. & Darrah（≡syn. Hornea lignieri Kidst. & Lang）
- アステロキシロン・マッキエイ Asteroxylon mackiei Kidst. & Lang
- Hicklingia edwardii Kidst. & Lang

## 著作
- Kidston, R.; Lang, W. H. (1917). “XXIV.—On Old Red Sandstone Plants showing Structure, from the Rhynie Chert Bed, Aberdeenshire Part I. Rhynia Gwynne-Vaughani, Kidston and Lang”. Transactions of The Royal Society of Edinburgh 51 (3):  761–784. doi:10.1017/S0080456800008991.
- Kidston, R.; Lang, W. H. (1920a). “XXIV.—On Old Red Sandstone Plants showing Structure, from the Rhynie Chert Bed, Aberdeenshire. Part II. Additional Notes on Rhynia Gwynne-Vaughani, Kidston and Lang; with Descriptions of Rhynia major, n.sp., and Hornea Lignieri, n.g., n.sp.”. Transactions of The Royal Society of Edinburgh 52 (3):  603–627. doi:10.1017/S0080456800004488.
- Kidston, R.; Lang, W. H. (1920b). “XXVI.—On Old Red Sandstone Plants showing Structure, from the Rhynie Chert Bed, Aberdeenshire. Part III. Asteroxylon Mackiei, Kidston and Lang”. Transactions of The Royal Society of Edinburgh 52 (3):  643–680. doi:10.1017/S0080456800004506.
- Kidston, R.; Lang, W. H. (1921). “XXXII.—On Old Red Sandstone Plants showing Structure, from the Rhynie Chert Bed, Aberdeenshire. Part IV. Restorations of the Vascular Cryptogams, and Discussion of their bearing on the General Morphology of the Pteridophyta and the Origin of the Organisation of Land-Plants”. Transactions of The Royal Society of Edinburgh 52 (4):  831–854. doi:10.1017/S0080456800016033.
- Kidston, R.; Lang, W. H.. “Notes on fossil plants from the Old Red Sandstone of Scotland. 1. Hicklingia edwardii K. and L.”. Trans. R. Soc. Edinburgh 53 (2):  405–407. doi:10.1017/S0080456800004087.